# 기야마 다카시
기야마 다카시(일본어: 木山 隆之, 1972년 2월 18일 ~ )는 일본의 전직 축구 선수이자 현 축구 지도자로 현재 파지아노 오카야마의 감독직을 맡고 있으며 현역 시절 포지션은 수비수였다.

## 구단 경력
1994년 J1리그의 감바 오사카에 입단하였다. 1998년 콘사돌레 삿포로로 이적했다. 1999년 일본 풋볼 리그의 미토 홀리호크로 이적했다. 1999년 일본 풋볼 리그 3위를 기록하여 J2리그로 승격하였다. 2002년후 현역 은퇴.

## 지도자 경력
2008년부터 2010년까지 미토 홀리호크에서 감독을 맡았다. 2012년 제프 유나이티드 지바의 감독으로 취임하였다. 2015년부터 2016년까지 에히메 FC에서 감독을 맡았다. 2017년부터 2019년까지 몬테디오 야마가타에서 감독을 맡았다.